# Horse-collar Tackle

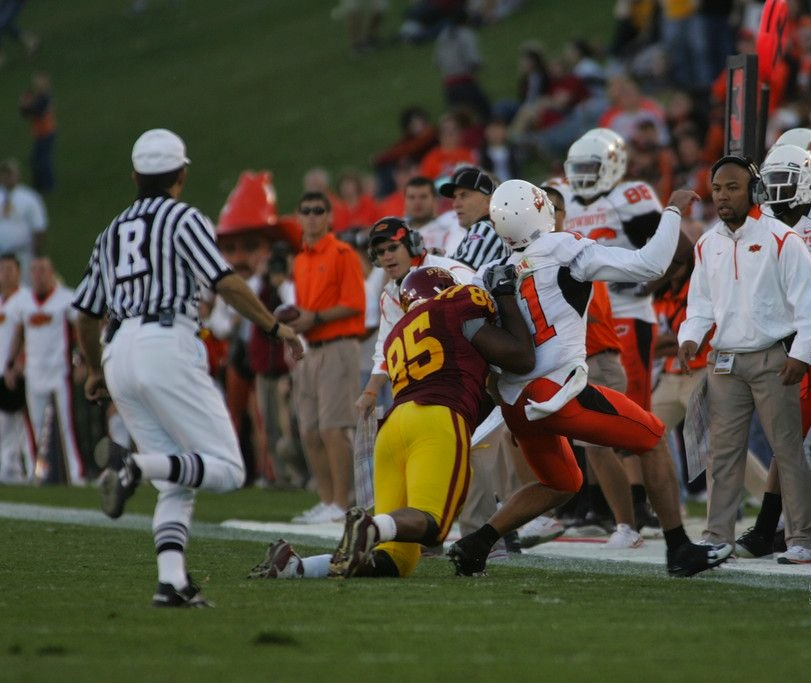
Ein Spieler der Iowa State University macht einen Horse-collar Tackle. Der tackelnde Spieler hat den Gegner mit der rechten Hand am Kragen gepackt und zieht ihn so runter.

Der Horse-collar Tackle (dt. Pferde-Kragen Tackle) ist ein American-Football-Manöver, bei welchem ein Verteidiger einen anderen Spieler tackelt, indem er den Gegner von hinten ins Schulterpolster greift und den Ballträger direkt nach unten zieht, so dass jener auf seine eigenen Füße fällt. Diese Technik wird häufig mit dem Safety Roy Williams in Zusammenhang gebracht. Diese Art des Tacklens wurde zur Saison 2005 in der NFL verboten. Das Verbot wird in den Medien häufig „The Roy Williams Rule“ genannt.

## Geschichte
Der Horse-collar Tackle geriet in Verruf, nachdem in der Saison 2004 sechs Spieler nach solch einem Tackle verletzt wurden, vier davon durch Williams. Am 23. Mai 2005 stimmten die Besitzer der NFL-Teams mit 27:5 für ein Verbot dieses Tackles. Die Dallas Cowboys, Detroit Lions, New England Patriots, New Orleans Saints und die San Francisco 49ers stimmten dagegen. Im ersten Jahr des Verbots wurden zwei Strafen für den Verstoß gegen das Verbot ausgesprochen. 2006 wurde die Regel verschärft.
Zur Saison 2016 verschärfte die NFL die Horse-collar-Tackle-Regelung, wonach bereits das Runterziehen am Trikot oberhalb des Namenszuges verboten ist.

## Risiko
Der Horse-collar Tackle ist besonders für den getackelten Spieler gefährlich, da er aufgrund der Drehbewegung mit seinem gesamten Gewicht auf sein Bein fällt. Das Verletzungspotential steigt, wenn der Spieler mit den Stollen seiner Schuhe gleichzeitig im Rasen stecken bleibt, da dadurch der Knöchel stark belastet wird und gleichzeitig stark abknickt. Mögliche Verletzungen sind Verstauchungen oder Überdehnung der Bänder in Knie und Knöchel sowie Frakturen des Schien- und Wadenbeins.

## Strafe und Verbot
Das Verbot besagte anfangs, dass ein Horse-collar Tackle ein open-field Tackle ist, in welchem ein Verteidiger die Schulterpolster oder das Trikot verwendet, um den Ballträger sofort zu Fall zu bringen. „Open-field“ bedeutet, dass Horse-collar Tackle, die in der Nähe der Line of Scrimmage begangen werden, erlaubt sind. Später wurde dieser Tackle gänzlich verboten. In der NFL führt der Horse-collar Tackle zu einem Raumverlust von 15-Yards und bei Durchführung durch einen Verteidiger zu einem automatischen First-Down, da es als Personal Foul gewertet wird. Die meisten Ligen verurteilen den foulenden Spieler zusätzlich zu einer Geldstrafe. Roy Williams war der erste Spieler, der wegen wiederholter Verstöße gegen diese Regel für ein Spiel suspendiert wurde. Die CFL verbot 2007 diese Tackleart im Kanadischen Profifootball.
Im College Football war der Horse-collar Tackle bis 2008 in der National Collegiate Athletic Association (NCAA) erlaubt, wurde jedoch nach Kritik von Experten und Trainern auch dort verboten. An den High Schools führte die National Federation of State High School Associations 2009 ein Verbot des Horse-collar Tackles ein.